# Diplotaxis obscura
Diplotaxis obscura är en skalbaggsart som beskrevs av Leconte 1859. Diplotaxis obscura ingår i släktet Diplotaxis och familjen Melolonthidae. Inga underarter finns listade i Catalogue of Life.